# Postępowa Słowacja
Postępowa Słowacja (słow. Progresívne Slovensko, PS) – słowacka partia polityczna o poglądach socjalliberalnych, progresywnych i proeuropejskich. Została założona w 2017 roku.

## Historia
Partia została zarejestrowana 28 listopada 2017 przez Ministerstwo Spraw Wewnętrznych Słowacji, po złożeniu przez Słowaków wymaganych 13 500 podpisów. Konwencja założycielska odbyła się 20 stycznia 2018 roku, wtedy też wybrano Ivana Štefunko na lidera partii. W maju 2022 funkcję przewodniczącego objął Michal Šimečka.

## Wyniki wyborów

### Wybory prezydenckie
| Wybory | Kandydat        | Wyniki  | Wyniki     | Wyniki    | Wyniki     | Uwagi                           |
| Wybory | Kandydat        | I tura  | I tura     | II tura   | II tura    | Uwagi                           |
| Wybory | Kandydat        | Głosy   | %          | Głosy     | %          | Uwagi                           |
| ------ | --------------- | ------- | ---------- | --------- | ---------- | ------------------------------- |
| 2019   | Zuzana Čaputová | 870 415 | 40.57 (1.) | 1 056 582 | 58.40 (1.) | Wygrana z Marošem Šefčovičem    |
| 2024   | Ivan Korčok     | 958 393 | 42,52 (1.) | 1 243 709 | 46,88 (2.) | Przegrana z Peterem Pellegrinim |

### Wybory doRady Narodowej
| Wybory | Lider          | Wyniki  | Wyniki     | Miejsca w parlamencie | Zmiana | Udział w rządzie |
| Wybory | Lider          | Głosy   | %          | Miejsca w parlamencie | Zmiana | Udział w rządzie |
| ------ | -------------- | ------- | ---------- | --------------------- | ------ | ---------------- |
| 2020   | Michal Truban  | 200 780 | 6,96 (5.)  | 0/150                 | Nowa   | Poza parlamentem |
| 2023   | Michal Šimečka | 533 136 | 17,96 (2.) | 32/150                | 32     | Opozycja         |

### Wybory doParlamentu Europejskiego
| Wybory | Lider          | Wyniki  | Wyniki     | Miejsca w PE | Zmiana |
| Wybory | Lider          | Głosy   | %          | Miejsca w PE | Zmiana |
| ------ | -------------- | ------- | ---------- | ------------ | ------ |
| 2019   | Michal Šimečka | 198 255 | 20,11 (1.) | 2/14         | Nowa   |
| 2024   | Ľudovít Ódor   | 410 844 | 27,82 (1.) | 6/15         | 4      |